# Agra, Kansas
Agra är en ort i Phillips County i delstaten Kansas. Vid 2010 års folkräkning hade Agra 267 invånare.